# Кабранес
Кабранес (ісп. Cabranes) — муніципалітет в Іспанії, у складі автономної спільноти Астурія. Населення — 1101 осіб (2009).
Муніципалітет розташований на відстані близько 360 км на північ від Мадрида, 36 км на схід від Ов'єдо.
Муніципалітет складається з таких паррокій: Фреснедо, Грамедо, Панденес, Санта-Еулалія, Торасо, Віньйон.

## Демографія
Динаміка населення (INE ):

## Галерея зображень

Розташування муніципалітету
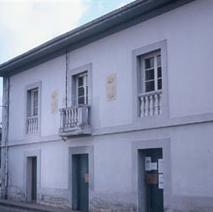
Муніципальна рада